# DOLLS APARTMENT
『DOLLS APARTMENT』（ドールズアパートメント）は、日本の女性5人組ロックバンド「DOLL$BOXX」のデビュー作となる1枚目のアルバム。2012年12月12日にキングレコードより通常盤と初回限定盤（DVD付）の2タイプで発売された。Gacharic Spinのカバーである10曲目「ヌーディリズム（$バージョン）」以外の9曲には全てPVがあり、当アルバム発売日より「ニコニコ生放送」の「$箱チャンネル」内にて毎週1曲ずつ配信された。現在は「ニコニコ動画」の他、「YouTube」でも9曲のPVを見ることができる。

## 収録曲
Loud Twin Stars
作詞：Fuki 作曲：Gacharic Spin 編曲：Gacharic Spin＆角田崇徳
ベースのFチョッパーKOGAがデスボイスを担当している。PVはライブハウスでのライブ風となっている。
Merrily High Go Round
作詞：Fuki 作曲：Gacharic Spin 編曲：Gacharic Spin＆安保一生
PVは普通の演奏シーンとコスモス畑で撮ったシーンで構成されている。
Take My Chance
作詞：Fuki 作曲：Gacharic Spin 編曲：Gacharic Spin＆角田崇徳
ドラムのはながデスボイスを担当している。PVではアイドルのような衣装で劇場に登場したメンバーが激しい演奏で観客を圧倒する。
monopoly
作詞：Fuki 作曲：Gacharic Spin 編曲：Gacharic Spin＆角田崇徳
PVはビリヤードバーのような場所で撮られており、全体的に場面転換が少なくつながった演出になっている。
ロールプレイング・ライフ
作詞：Fuki 作曲：Gacharic Spin 編曲：Gacharic Spin＆角田崇徳
PVはタイトル通りRPGを意識しており、メンバーが砂漠や森を冒険するようなものになっている。
fragrance
作詞：Fuki 作曲：Gacharic Spin 編曲：Gacharic Spin＆角田崇徳
KARAKURI TOWN
作詞：Fuki 作曲：Gacharic Spin 編曲：Gacharic Spin＆角田崇徳
おもちゃの兵隊
作詞：Fuki 作曲、編曲：安保一生
PVは通常の演奏シーン、影絵のような演出のシーンなどで構成されている。
Doll's Box
作詞：Fuki 作曲：Gacharic Spin 編曲：Gacharic Spin＆角田崇徳
人形の心情を歌ったスローバラード。
ヌーディリズム（$バージョン）
作詞、作曲：Gacharic Spin 編曲：Gacharic Spin＆角田崇徳
Fuki以外が所属しているロックバンドGacharic Spinのカバー。

## 初回限定盤
ジャケットが初回盤、通常盤とそれぞれメンバーのポーズや背景の色が違い、初回盤は特典映像が入ったDVDとの2枚組となっている。

### 特典DVD
PV「Merrily High Go Round」
PV「おもちゃの兵隊」
メイキング映像
メイキング映像にはジャケット写真撮影やPV撮影の模様やオフショット映像が収録されている。

## イベント
2013年1月14日に渋谷のディスクユニオンでサイン会、同月27日に新宿のタワーレコードでミニライブ&サイン会が行われた。